# Урмія (аеропорт)
Аеропо́рт «Урмія» — регіональний аеропорт міста Урмія, провінції Західний Азербайджан в Ірані. 

## Авіалінії та напрямки
| Авіалінії      | Сполучення |
| -------------- | ---------- |
| Iran Air       | Тегеран.   |
| Iran Air Tours | Тегеран.   |

## Авіакатастрофи
9 січня 2011 рейс 277 авіакомпанії Iran Air упав за 15 км від злітної смуги аеропорту при заході на друге коло при спробі посадити його в умовах сильного туману та снігопаду